# La Vieille Fille (Balzac)
Pour les articles homonymes, voir La Vieille Fille.
La Vieille Fille est un roman court d’Honoré de Balzac écrit en 1836.

## Historique du texte
Paru d’abord en feuilleton dans le quotidien La Presse d’Émile de Girardin, puis édité chez Werdet en 1837, dans les Études de mœurs, section Scènes de la vie de province, La Vieille Fille est repris en 1839 aux éditions Charpentier, avant de s’insérer, avec Le Cabinet des Antiques dans un groupe isolé, Les Rivalités des Scènes de la vie de province, publié en 1844 dans l’édition Furne.
L'œuvre est dédiée au beau-frère de Balzac, ingénieur du corps royal des Ponts et Chaussées, Eugène Midy de la Greneraye Surville. Cependant, Balzac a offert le manuscrit de ce roman à la comtesse Guidoboni-Visconti, en 1844.

## Résumé
En 1816, à Alençon, la grasse et naïve Rose-Marie Cormon, quarante ans, attend toujours le mari digne de son rang. Issue de la bonne bourgeoisie, elle est parmi les plus riches personnes de la ville. La description minutieuse de sa maison et de la vie qu’elle y mène sont typiques de la manière balzacienne.
Autour de Rose s’agitent deux prétendants : le chevalier de Valois, vieux beau qui a gardé les manières de l’Ancien Régime, et monsieur du Bousquier, ancien agioteur du Directoire. L'un, royaliste ultra, est d'une grande distinction ; l'autre, vulgaire au physique comme au moral, est républicain. Tous deux convoitent la « bonne grosse main pleine d'écus » de Rose-Marie Cormon, le premier afin de retrouver son train de vie d'avant la Révolution, le second afin d'augmenter ses investissements. Les deux prétendants incarnent l'antithèse entre passé et futur et se livrent une sourde lutte.
Du Bousquier calomnie le chevalier en prétendant qu'il a secrètement épousé la blanchisseuse Césarine, sa logeuse. Pour se venger, le chevalier lui adresse la jolie Suzanne (future madame du Val-Noble) qui se dit enceinte de Du Bousquier, afin de le faire chanter. Aux deux rivaux s'ajoute Athanase Granson, bien plus jeune que Rose et réellement amoureux d’elle, et qui se suicidera de chagrin.
Désespérée à la nouvelle que le vicomte de Troisville, sur lequel elle avait mis ses espérances, est déjà marié, Rose-Marie Cormon arrête son choix sur Du Bousquier. La déception sera vive pour celle qui attendait tant des joies du mariage et qui aurait « acheté un enfant par cent années d'enfer ». La dernière ligne du roman confirme brutalement ce que laissaient entendre maintes allusions au long du récit : Du Bousquier est impuissant.

## Analyse
Le roman offre un tableau satirique de la vie de province, des rivalités politiques et financières, des différentes « sociétés » qui s’y côtoient. Il s'agit certainement du roman de Balzac le plus franchement caricatural.
Ce roman court et incisif se démarque par la densité du récit et l’enchaînement rapide des événements. Si l’auteur prend le temps de décrire minutieusement le cadre (la ville d’Alençon) et la maison de la vieille fille (mademoiselle Cormon), il entre directement dans le vif du sujet. Quelques considérations politiques émaillent le texte. Le portrait de mademoiselle Cormon est un des plus réussis de La Comédie humaine, l’auteur livrant ici une de ses analyses les plus nuancées des rapports sociaux, des intérêts financiers et politiques d’une ville de province.

## Sources bibliographiques

### En français
- René Guise, « Balzac et Le Charivari en 1837 », L'Année balzacienne, 1985, no 5, p. 133-154.
- Patricia Kinder, « Un directeur de journal, ses auteurs et ses lecteurs en 1836 : autour de La Vieille Fille », L’Année balzacienne, 1972, p. 173-200.
- Nicole Moret, « Alençon, ville-corps », L’Année balzacienne, 1984, no 5, p. 297-305.
- Armine Kotin Mortimer, « Le corset de La Vieille Fille », L’Œuvre d’identité. Essais sur le romantisme, de Nodier à Baudelaire, éd. et intro. Didier Maleuvre, éd. et intro. Catherine Nesci, Montréal, Université de Montréal, 1996, p. 39-48.
- Lise Queffélec, « La Vieille Fille ou la science des mythes en roman-feuilleton », L’Année balzacienne, 1988, no 9, p. 163-177.

### En anglais
- (en) R. Butler, « Restoration Perspectives in Balzac’s La Vieille Fille », Modern Languages: Journal of the Modern Language Association, 1976, no 57, p. 126-131.
- (en) Fredric Jameson, « The Ideology of Form: Partial Systems in La Vieille Fille », Sub-stance: A Review of Theory and Literary Criticism, 1976, no 15, p. 29-49.
- (en) Fredric Jameson, « The Political Unconscious », The Novel: An Anthology of Criticism and Theory, 1900-2000, éd. et intro. Dorothy J. Hale, Malden, Blackwell, 2006, p. 413-433.
- (en) Allan H. Pasco, « Dying with Love in Balzac’s La Vieille Fille », L’Esprit Créateur, hiver 1995, no 35, vol. 4, p. 28-37.
- (en) Christopher Whalen Rivers, Face value: Physiognomical Thought and the Legible Body in Marivaux, Lavater, Balzac, Gautier, and Zola, Madison, University of Wisconsin Press, 1994  (ISBN 9780299143947).
- (en) Michael Tilby, « Balzac and the Poetics of Ignorance : La Vieille Fille », Modern Language Review, octobre 2005, no 100, vol. 4, p. 954-970.